# Yerba Buena (álbum)
Yerba Buena es el sexto álbum de estudio de la banda de reggae argentina Los Pericos, lanzado en 1996. Este disco cierra la etapa empezada en Big Yuyo que forma junto a Pampas Reggae una trilogía. Continuó cosechando éxitos al igual que lo hicieron sus anteriores álbumes (que vendieron más de 1 100 000 (un millón cien mil) discos en toda Latinoamérica). Los Pericos recurrieron a un ingeniero de sonido de EE. UU. -Fernando Krall- para grabar el disco y después lo mezclamos con él en Nueva York. En este álbum la banda se anima a versionar un tango en "Por una Cabeza" y contiene los clásicos "Caliente", "No me Pares", "Bésame" y "Boulevard".

## Lista de canciones
| N.º | Título                             | Escritor(es)                                                     | Duración |  |
| 1.  | «Recuérdame»                       | Hortal · D. Blanco · Valentinis                                  | 3:52     |  |
| 2.  | «Por una cabeza»                   | Letra: Alfredo Le Pera / Música: Carlos Gardel                   | 4:37     |  |
| 3.  | «Salmo a Bob Marley»               | Letra: Los Pericos / Música: Joseph Hill                         | 3:35     |  |
| 4.  | «Como un gavilán»                  | Fernando Hortal · Diego Blanco                                   | 3:38     |  |
| 5.  | «Why Baby Why»                     | Letra: Los Pericos / Música: Ken Boothe                          | 3:05     |  |
| 6.  | «No me pares»                      | Hortal · D. Blanco · Raiman · Valentinis                         | 3:33     |  |
| 7.  | «In My Room»                       | Brian Wilson · Gary Usher                                        | 3:29     |  |
| 8.  | «Caliente»                         | Hortal · Avendaño · M. Blanco · Gonçalves · Raiman · Valentinis  | 3:36     |  |
| 9.  | «Amor que desapareces»             | Hortal · Baleirón · Gonçalves                                    | 4:38     |  |
| 10. | «Fiesta en las calles»             | Fernando Hortal · Willy Valentinis                               | 3:21     |  |
| 11. | «Boulevard»                        | Hortal · Baleirón · Valentinis                                   | 4:54     |  |
| 12. | «No le pidas más al diablo»        | Hortal · D. Blanco · Raiman · Valentinis                         | 3:52     |  |
| 13. | «Estatuitas de sal»                | Hortal · D. Blanco · M. Blanco · Gonçalves · Raiman · Valentinis | 4:27     |  |
| 14. | «Surf-Ska»                         | Ariel Raiman                                                     | 2:52     |  |
| 15. | «Bésame»                           | Hortal · Baleirón · Valentinis                                   | 5:09     |  |
| 16. | «Salmo a Bob Marley» (Versión Dub) | Letra: Los Pericos / Música: Joseph Hill                         | 5:24     |  |

| Edición Remasterizada 2005 - Bonus Tracks |                               |                                          |          |  |
| N.º                                       | Título                        | Escritor(es)                             | Duración |  |
| 17.                                       | «No me pares» (Demo)          | Hortal · D. Blanco · Raiman · Valentinis | 3:25     |  |
| 18.                                       | «Amor que desapareces» (Demo) | Hortal · Baleirón · Gonçalves            | 5:24     |  |

## Músicos invitados
- Miguel Ángel Tallarita: Trompeta, fiscorno y picolo.
- Juan Escalona: Trombón.
- Victor Scorupsky: Saxofón tenor y barítono.
- Gustavo Tejeda: 2º trompeta en "No Me Pares" y "Estatuitas de Sal".
- Alejandro Terán: Saxofón tenor, clarín y viola.

## Ficha técnica
- Grabado en los Estudios El Pie (Bs. As., Argentina).
- Mezclado y Masterizado en Mystic Studios (Nueva York).
- Producción Artística: Los Pericos.

Personal
- Ingeniero de grabación y mezcla: Fernando Kral.
- Asistente de grabación: Marcelo Mattioli.
- Asistente de mezcla: Steve Neat, Brenda Ferry, Cris Irish.
- Ingeniero adicional de grabación: J.J Burgos, M. Mattioli.
- Mastering: Mario Brewer.
- Producción ejecutiva: Santiago Zambonini.
- Asistente: Nacho Soler.
- Asistente de Los Pericos: Gaston Piñero.
- Preproducido en: Pichon Mobile Studio.

Arte de tapa
- Cáterin: Mercedes Faggionato.
- Arte: Los Pericos.
- Dirección: Topo Raiman.
- Diseño: Hernan Berdichevsky.
- Fotografía: Paula Zuker.
- Edición digital: Bruno Opitz.

- Datos: Q17462493